# نفیسه
نفیسه (به عربی: النفیسة) یک منطقهٔ مسکونی در لبنان است که در شهرستان عکار واقع شده‌است. نفیسه ۰٫۷۵ کیلومتر مربع مساحت و ۶۰۴ نفر جمعیت دارد و ۲۲۰ متر بالاتر از سطح دریا واقع شده‌است.